# Haplostomella reducta
Haplostomella reducta är en kräftdjursart som beskrevs av Shigeko Ooishi och Rolf Dieter Illg 1977. Haplostomella reducta ingår i släktet Haplostomella och familjen Ascidicolidae. Inga underarter finns listade i Catalogue of Life.